# Idaea ajmerensis
Idaea ajmerensis là một loài bướm đêm trong họ Geometridae.